# Армянская епархия Амадана
Амаданская (Хамаданская) епархия Эчмиадзинского патриархата Армянской Апостольской церкви (арм. Հայ Առաքելական եկեղեցու Էջմիածնի պատրիարքության Համադանի թեմ) — упразднённая прелатская епархия Армянской Апостольской церкви бывшая в составе Эчмиадзинского патриархата с центром в городе Амадан (Хамадан).

## История
В юрисдикцию Амаданской епархии входили Курдистанская и Луристанская провинции Персии. По данным на 1911 год количество верующих данной епархии Армянской Апостольской церкви — 3.000, общин — 10, а также армян-протестантов - 1000 человек.
Епархия имела 10 церквей.